# Pakan Labuh
Pakan Labuh is een bestuurslaag in het regentschap Bukittinggi van de provincie West-Sumatra, Indonesië. Pakan Labuh telt 2645 inwoners (volkstelling 2010).